# Psicoterapia teórica gestalt
La psicoterapia teórica gestalt es un método de psicoterapia basado estrictamente en la psicología de la Gestalt. Fue desarrollado por el psicólogo y psicoterapeuta gestáltico alemán Hans-Jürgen Walter y sus colegas de Alemania y Austria. La psicoterapia teórica gestalt está legalmente reconocida en Austria como un método de psicoterapia científica independiente.
Una de las características más llamativas de esta psicoterapia es el papel clave de la posición epistemológica de puesta a tierra de la teoría de la Gestalt (realismo crítico) y su aplicabilidad a los problemas fundamentales, teóricos y prácticos en la psicoterapia. En la psicoterapia teórica gestalt esto está estrechamente vinculado con el enfoque metodológico básico (holístico, fenomenológico, experimental) de la teoría de la Gestalt, su enfoque teórico del sistema, y por su actitud psicofísica y psicológica específica.
La psicoterapia teórica de la Gestalt comparte algunas características y procedimientos prácticos con la terapia de la Gestalt de Fritz Perls y otros procedimientos de la psicoterapia humanista, pero difiere en gran medida de la terapia de la Gestalt desarrollada por Fritz Perls en sus fundamentos teóricos. Muchos expertos en psicología de la Gestalt han señalado las diferencias entre la teoría de la Gestalt en su sentido original y la propia comprensión y enfoque de Perls.